# Ursula Weber (Leichtathletin)
Ursula Weber (* 26. September 1960 in Wien) ist eine ehemalige österreichische Diskuswerferin, Kugelstoßerin und Olympionikin (1992).

## Werdegang
Ursula Weber kam als 12-Jährige zur Leichtathletik-Sektion im Vienna Cricket and Football-Club. Sie wurde trainiert von Karl Gratzl.
Nach drei Vizemeistertiteln (1982–1984) im Diskuswurf hinter Maria Schramseis wurde sie 1984 in Wien überraschend Staatsmeisterin im Kugelstoßen.
Bei den Staatsmeisterschaften 1985 in Innsbruck wurde sie jeweils Vizestaatsmeisterin Kugelstoßen und Diskuswurf hinter Schramseis. 1986 warf sie beim ersten Wettkampf der Saison Ende April in Linz 59,04 m und verbesserte damit den österreichischen Rekord im Diskuswurf. 1986 wurde sie Staatsmeisterin Diskuswurf und sicherte sich diesen Titel achtmal in Folge bis 1993.
1986 kam sie bei den Leichtathletik-Europameisterschaften in Stuttgart auf den 14. Platz. Anfang 1987 wechselte sie zum SV Schwechat.
Bei den Europameisterschaften 1990 in Split, den Olympischen Spielen 1992 in Barcelona und bei den Leichtathletik-Weltmeisterschaften 1993 in Stuttgart schied sie in der Qualifikation aus.
Von 1986 bis 1993 wurde sie achtmal in Folge österreichische Meisterin. Im Kugelstoßen holte sie den nationalen Titel 1984 im Freien und 1986 in der Halle.

## Persönliche Bestleistungen
- Kugelstoßen: 14,85 m, 30. Mai 1987, Schwechat
  - Halle: 14,18 m, 12. Februar 1989, Wien
- Diskuswurf: 63,28 m, 3. Juni 1990, Schwechat (österreichischer Rekord)